# Aequidens tetramerus
Aequidens tetramerus es una especie de peces de la familia Cichlidae en el orden de los Perciformes.

## Morfología
Los machos pueden llegar alcanzar los 25 cm de longitud total.

## Distribución geográfica
Se encuentran en Sudamérica: cuencas del río Amazonas (Perú, Colombia, Ecuador, Brasil y Bolivia) , del río Tocantins, del río Parnaíba y del Orinoco (Venezuela y Colombia ).  